# Minami-ku (Nagoya)
Pour les articles homonymes, voir Minami-ku (homonymie).
Minami (南区, Minami-ku) est l'un des seize arrondissements de la ville de Nagoya au Japon. Il est situé au sud de la ville.
En 2016, sa population est de 136 903 habitants pour une superficie de 18,46 km2, ce qui fait une densité de population de 7 420 hab./km2.

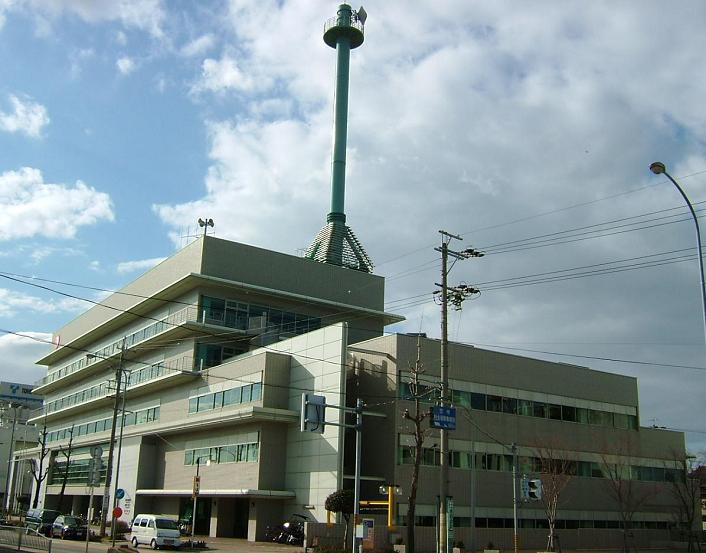
Mairie de l'arrondissement.

## Histoire
L'arrondissement a été créé en 1908. En 1922, il a absorbé l'ancien bourg de Yobitsuki et l'ancien village de Kasadera. En 1937, l'arrondissement a été redécoupé, donnant l'actuel Minami-ku et les nouveaux arrondissements d'Atsuta, Nakagawa et Minato.

## Lieux notables
- Nippon Gaishi Hall
- Kasadera Kannon

## Transport publics
L'arrondissement est desservi par plusieurs lignes ferroviaires :
- la ligne Sakura-dōri du métro de Nagoya,
- les lignes Nagoya, Chikkō et Tokoname de la Meitetsu,
- la ligne principale Tōkaidō de la JR Central.